# Leoluca Bagarella
Leoluca Bagarella, né le 3 février 1942 à Corleone est un membre de Cosa nostra (mafia sicilienne) et en particulier du clan des Corleonesi. Tueur impitoyable, il serait responsable de centaines de meurtres au cours de la Seconde guerre de la mafia. Il est le capo di tutti capi (« chef de tous les chefs ») de Cosa Nostra de 1993 à 1995.

## Biographie

### Les débuts dans la mafia
Quatrième fils de Salvatore Bagarella, Leoluca devient un « soldat » du clan corleonais après que son frère, Calogero, est devenu l'un des fidèles du patron Luciano Liggio et de ses compagnons Totò Riina, Vito Vitale et Bernardo Provenzano. Son frère est tué par le parrain Michele Cavataio dans le massacre de Viale Lazio en 1969.
En 1974, sa sœur cadette Antonietta se marie en secret avec Totò Riina.
Le 21 juillet 1979, il tue dans un bar de Palerme le commissaire Boris Giuliano, chef de la Brigade Mobile de Palerme. L'instruction de l'enquête permet de découvrir que Bagarella est en possession de mystérieux bons au porteur et de livrets d'épargne de Michele Sindona, conseiller financier du Vatican. La même année, il est arrêté par les Carabiniers et condamné à une peine de quatre années d'emprisonnement.
En 1986, le juge Giovanni Falcone lance une autre mise en accusation et il récolte quatre ans supplémentaires de prison.

### Prise de pouvoir:capo di tutti capi
Après l'arrestation de Totò Riina, Bernardo Provenzano et Leoluca Bagarella deviennent les deux prétendants à la fonction de capo di tutti capi de Cosa Nostra. Il devient l'un des parrains les plus importants du clan corleonais. Après un affrontement avec le clan Aglieri, il s'impose.
Dans une enquête officielle de 1993 sur l'attentat de Capaci (assassinat du juge Falcone, mené par Giovanni Brusca, Domenico Crochets et Antonino Gioè), il apparaît que Bagarella est devenu capo di tutti capi de Cosa nostra.
Il est arrêté par la DIA le 24 juin 1995, et soumis au régime 41bis et incarcéré dans la ville de L'Aquila.

### Condamnations et comportement en prison
Leoluca Bagarella a été condamné à plusieurs reprises à une peine d'emprisonnement à perpétuité : 
- en 1997 par la cour de cassation pour l'assassinat de Boris Giuliano[7] et l'attentat de Capaci[8].

- en 2002, pour l'assassinat de Giuseppe Di Matteo, fils du repenti Santino Di Matteo[9].
- en 2008 pour celui de Salvatore Carava[10].

- en mars 2009, par la première section de la Cour d'assises d'appel de Palerme, avec Giuseppe Agrigente (parrain de San Cipirello), après les déclarations de Giovanni Brusca, pour l'assassinat d'Ignazio Di Giovanni, tué dans son chantier pour avoir refusé de céder des appels d'offres qu'il avait obtenus[10].
- en juillet 2009 pour le double assassinat en 1977 de Simon Lo Manto et Raimondo Mulè pour des raisons triviales[11],
- pour l'assassinat du caporal Antonino Burrafato[12]

En 2008, il est condamné à 1 an de prison supplémentaire pour un acte de violence commis en 2005 contre un autre prisonnier, lui boss de la 'Ndrangheta puis transféré à la prison de Parme,.